# Номан Карім
Номан Карім (нар. 4 серпня 1983) — пакистанський боксер, призер чемпіонату світу, Азійських ігор та інших міжнародних змагань.

## Спортивна кар'єра
2002 року на Азійських іграх в категорії до 51 кг Номан Карім переміг трьох суперників, а у фіналі програв Сомжит Джонгжохор (Таїланд) — 7-26 і отримав срібну медаль.
На чемпіонаті світу 2003 в категорії до 48 кг переміг трьох суперників, а у півфіналі програв Сергію Казакову (Росія) — 4-23 і отримав бронзову медаль.
На чемпіонаті Азії 2004 Номан Карім переміг чотирьох суперників, серед них — Цзоу Шимін (Китай) — 22-18 у фіналі, і став чемпіоном, але на олімпійських кваліфікаційних турнірах не зумів отримати путівку на Олімпійські ігри 2004.
На чемпіонаті Азії 2005 Номан Карім знов брав участь в категорії до 51 кг, переміг трьох суперників, серед них — Сомжит Джонгжохор (Таїланд), і завоював срібну медаль, програвши у фіналі Лі Ок Сон (Південна Корея) — 10-24.
На чемпіонаті світу 2005 програв в першому бою.
Не зумів завоювати путівку на Олімпійські ігри 2008.